# Bitwa pod Kirlibabą
Bitwa pod Kirlibabą – bitwa stoczona w dniach 18–22 stycznia 1915 roku. Polscy legioniści, wspierani przez oddziały austro-węgierskie, starli się wówczas z wojskami rosyjskimi w dolinie Złotej Bystrzycy, na terenie dzisiejszej północnej Rumunii.

## Tło konfliktu
W połowie stycznia 1915 wojska austro-węgierskie walczące na Bukowinie, na wschodnim odcinku frontu karpackiego, znalazły się w niekorzystnej sytuacji. Prężne natarcie rosyjskiej 71 Dywizji Piechoty zmusiło żołnierzy z austro-węgierskiej 54 Dywizji Piechoty generała Schultheissa oraz z grupy pułkownika Eduarda Fischera do odwrotu. 5 stycznia 1915 Rosjanie zajęli Kimpulung Mołdawski, a 9 stycznia dotarli do Iacobeni. Posuwając się doliną Złotej Bystrzycy wkrótce doszli do Kirlibaby. Siły austro-węgierskie wycofały się tymczasem na przełęcze Rotunda (ok. 7 km od Kirlibaby) i Prislop (ok. 20 km od Kirlibaby).
Po zajęciu Kirlibaby Rosjanie zatrzymali się celem wzmocnienia stanowisk i przeprowadzenia rozpoznania. Oddziały rosyjskie obsadziły pozycje w wąwozie, na zakręcie Złotej Bystrzycy, pomiędzy masywami górskimi Zimbrosławy i Cibo a Górami Suhard, ok. 4 km od Kirlibaby. Zajęcie tych stanowisk umożliwiało rosyjskim wojskom dogodną obronę, mającej kluczowe znaczenie strategiczne, drogi z przełęczy Prislop do Kirlibaby.
Odwrót wojsk austro-węgierskich i szybkie postępy jednostek rosyjskich zaalarmowały węgierskiego premiera, hrabiego Istvána Tiszę. Istniało zagrożenie, iż oddziały rosyjskie zajmą Vatra Dornei i wtargną na tereny graniczne pomiędzy Austro-Węgrami i Rumunią. Obawy węgierskiego rządu budziła nie tylko perspektywa utraty strategicznie ważnego kawałka państwowego terytorium, ale także niepewna reakcja władz Rumunii, gdyby Rosjanie rzeczywiście opanowali pogranicze rumuńsko-węgierskie. Premier István Tisza spotkał się w tej sprawie z generałem Pflanzer-Baltinem, od którego zażądał możliwie szybkiego kontrnatarcia sił austro-węgierskich.

## Zestawienie sił
Po stronie austro-węgierskiej walczyli: austro-węgierska 54 dywizja piechoty generała Emila Schultheissa, grupa żołnierzy austro-węgierskich majora Scholza, grupa żołnierzy austro-węgierskich majora Salamona oraz wschodnia grupa Legionistów Polskich generała Karola Trzaski-Durskiego. W skład tej grupy wchodzili żołnierze z I, II i III batalionu 2 pułku piechoty; II i IV batalionów 3 pułku piechoty; 2 i 3 szwadron kawalerii; 2 i 3 bateria artylerii; Komenda Legionów Polskich oraz towarzyszące wojsku kolumny zaopatrzenia i niezbędne służby. Siły legionistów obejmowały 90 oficerów, 1980 żołnierzy liniowych, 150 ułanów, 4 działa i 3 ciężkie karabiny maszynowe.
Po stronie rosyjskiej biły się następujące jednostki 71 Dywizji Piechoty Imperium Rosyjskiego: 284 pułk piechoty, dywizjon artylerii, dwie sotnie Kozaków i 282 pułk piechoty, który pozostawał w odwodzie. Siłami tymi dowodził Lucjan Żeligowski. Rosjanie dysponowali 16 ciężkimi karabinami maszynowymi i 16 działami.

## Przed bitwą
Dowódcy austro-węgierscy zdecydowali o konieczności wyparcia Rosjan z terenów Bukowiny. Zadanie sforsowania (przy wsparciu wojsk austro-węgierskich) stanowisk rosyjskich w dolinie Złotej Bystrzycy generał Karl freiherr von Pflanzer-Baltin powierzył wschodniej grupie legionowej generała Trzaski-Durskiego, faktycznie dowodzonej przez Zygmunta Zielińskiego. 16 stycznia 1915 żołnierze z tej grupy przybyli koleją do Borșa, ponad 20 kilometrów od Kirlibaby.
17 stycznia legioniści rozpoczęli marsz w kierunku przełęczy Prislop. Temperatura dochodziła wówczas do -28 stopni C, a grubość pokrywy śnieżnej sięgała od 1 do 2,5 m. 18 stycznia 1915 o godzinie 3 w nocy, po wielogodzinnym ciężkim marszu, idący na czele I batalion majora Mariana Żegoty-Januszajtisa dotarł na przełęcz Prislop. Tam, na wysokości 1413 m n.p.m., żołnierze zatrzymali się na krótki odpoczynek, po czym, krótko po godz. 6 rano, zaczęli schodzić w dolinę Złotej Bystrzycy. Otaczały ich skaliste szczyty Alp Rodniańskich, sięgające 2100 m n.p.m.

## Przebieg bitwy

### 18 stycznia 1915

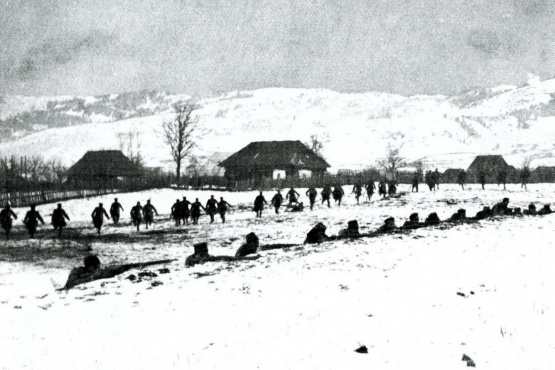
Natarcie II batalionu 2 pułku piechoty Legionów Polskich, 18 stycznia 1915 roku

Idąca na przedzie szpica I batalionu legionowego majora Żegoty-Januszajtisa nawiązała kontakt bojowy z przeciwnikiem 18 stycznia około godziny 14:00. Żołnierze I batalionu oraz 6 kompanii porucznika Jana Kaufera z II batalionu zajęli pozycje w pobliżu zabudowań dróżników, po czym zaatakowali wzdłuż drogi. Legioniści odrzucili czołowe patrole rosyjskiego 284 pułku piechoty i dotarli do ostrego zakrętu drogi przed wsią Flutorica, koło wzgórza 967. W tym momencie marsz oddziałów legionowych został zatrzymany, ponieważ Rosjanie utworzyli na owym zakręcie trudny do sforsowania punkt obrony. Umieścili po obu stronach szosy wzmocnione stanowiska obronne, zamaskowane na stromych i skalistych górskich zboczach. Droga do Kirlibaby znalazła się w zasięgu rosyjskich ciężkich karabinów maszynowych.
Przed kontynuacją ofensywy rozlokowanie sił legionistów i ich austro-węgierskich sojuszników prezentowało się w sposób następujący:
- w pierwszej linii znalazły się: I batalion oraz 6 kompania por. Jana Kaufera z II batalionu
- na prawym skrzydle pododdziały 54 Dywizji Piechoty
- na lewym skrzydle grupy: majora Scholza (na wzgórzu 1365) i majora Salamona (na wzgórzu 1356)
- w drugiej linii, w pobliżu zabudowań dróżników, stanęły bataliony II i III.

Przed I batalion i 6 kompanię wysunęła się niewielka grupa legionistów pod dowództwem podporucznika Witorzeńca. Żołnierze ci zajęli stanowiska na wzniesieniu 967 w masywie Bretili, po lewej stronie szosy, skąd mieli widok na pozycje rosyjskie. Grupa ppor. Witorzeńca bezskutecznie próbowała nawiązać łączność z jednostkami Scholza i Salamona.
W nocy z 18 na 19 stycznia na zwiad wysłano w kierunku Flutoricy pluton chorążego Mieczysława Smorawińskiego. Żołnierze z tego plutonu, ubrani w białe stroje maskujące, wkrótce dotarli do placówki ppor. Witorzeńca, a potem posuwali się dalej lewym brzegiem Złotej Bystrzycy. Przekroczyli most na potoku Cibo, lewym dopływie Złotej Bystrzycy, i znaleźli się bardzo blisko Flutoricy. Wówczas doszło do krótkiej potyczki z Rosjanami. Choć przednie straże rosyjskie gwałtownie się wycofały, chwilę później Rosjanie ostrzelali Polaków z karabinu maszynowego. Ostrzał ucichł po interwencji kilkunastu legionistów, których natarcie poprowadził podchorąży Derkacz. Żołnierze plutonu chor. Smorawińskiego ostrzelali z niewielkiej odległości stanowiska i kwatery rosyjskie, po czym wycofali się na pozycje zajmowane przez swój macierzysty I batalion. Dokonali niezbędnego rozpoznania sytuacji nie ponosząc przy tym żadnych strat własnych.

### 19 stycznia 1915
Dowódca 54 Dywizji, generał Schultheiss zalecił, żeby atak przeprowadzić na wprost, wzdłuż szosy, w kierunku Flutoricy. W założeniu miało to doprowadzić do przełamania rosyjskiej obrony w zwężeniu doliny, w sąsiedztwie wzgórza 967. Major Żegota-Januszajtis, wbrew nakazom swego zwierzchnika, generała Schultheissa, zdecydował się przeprowadzić natarcie prawym skrzydłem, poprzez wzgórze 1276 w masywie Magury, będącym częścią pasma Suhard, na prawo od drogi. Zadanie przeprowadzenia tego manewru oskrzydlającego powierzono 2 i 4 kompanii I batalionu. Grupą tą miał dowodzić porucznik Stanisław Strzelecki, dowódca 4 kompanii I batalionu 2 pułku piechoty. Ogniowe wsparcie zapewnić miała 2 bateria artylerii.
Ofensywa rozpoczęła się we wczesnych godzinach rannych 19 stycznia 1915. Doszło do przegrupowania sił legionowych. Na pierwszą linię przesunął się III batalion kapitana Kazimierza Fabrycego, wypełniając lukę pomiędzy lewym skrzydłem I batalionu a grupą majora Scholza, obecną na wzgórzu 1365. W odwodzie zostały trzy kompanie II batalionu. O świcie porucznik Strzelecki i jego żołnierze z 2 i 4 kompanii I batalionu podjęli mozolną wspinaczkę na szczyt wzgórza 1276. Drogę torowali ludzie z plutonu podporucznika Kazimierza Kuty, odziani w białe narzuty maskujące. Legioniści wspinali się po zboczu wzniesienia 1276 w bardzo ciężkich warunkach. Przez pięć godzin brnęli w ponad dwumetrowym śniegu, poprzez gęsty las, rozpadliny i pnie zwalonych drzew.
Około godziny 12:00 kompanie 2 i 4 niezauważone osiągnęły szczyt wzgórza 1276 i dotarły w pobliże stanowisk rosyjskich. Gdy żołnierze por. Strzeleckiego znaleźli się na 20 kroków od Rosjan, doszło do krótkiej wymiany zdań z przeciwnikami. Rosjanie przez moment udawali, że chcą się poddać. Jednak chwilę później zdradziecko zaatakowali, toteż negocjacje zostały gwałtownie przerwane.
Legioniści rozpoczęli natarcie na wieś Flutorica z południowego zachodu. Już pod ogniem Rosjan obydwie kompanie rozwinęły się do natarcia. Wzajemne ostrzeliwanie trwało 2 godziny. Padały strzały z małej odległości, a nawet dochodziło do walki wręcz. Około godziny 14:00 Rosjanie próbowali obejść prawe skrzydło 2 kompanii, co groziło odcięciem legionistów od drogi. Choć sytuacja Polaków była trudna, udało im się zablokować oskrzydlający manewr Rosjan. Wkrótce do walki wkroczyły dwie legionowe baterie artylerii: 2 bateria podporucznika Wiktora Gosiewskiego oraz 3 bateria porucznika Kaspera Wojnara, która stanęła na drodze. Celny ostrzał artyleryjski umożliwiały wskazówki od znajdujących się w dogodnych miejscach obserwatorów, przekazywane obsłudze dział poprzez łańcuch rozstawionych w odstępach legionistów.  Artylerzyści wystrzelili tego dnia kilkaset pocisków. Ochroną artylerii zajmował się 2 szwadron kawalerii rotmistrza Zbigniewa Dunina-Wąsowicza. Natomiast 3 szwadron legionowej kawalerii pod komendą Jana Dunina-Brzezińskiego wsparł w kluczowym momencie nacierających na wzgórze 1276 żołnierzy piechoty z I batalionu.
Około godziny 16:00 żołnierze z 2 i 4 kompanii zmusili piechotę rosyjską do wycofania się. Legioniści zdobyli wzniesienie 1276. Generał Schultheiss odniósł się do tego dokonania sceptycznie i rozkazał Polakom, by utrzymali zajęte pozycje przez noc. Sukces sił legionowych z 19 stycznia został okupiony pewnymi stratami. Dowodzący atakiem 2 i 4 kompanii porucznik Stanisław Strzelecki zginął trafiony w głowę. W potyczce na wzgórzu poległo także pięciu innych żołnierzy, a jedenastu legionistów, którzy odnieśli tam rany, sprowadzono na dół. Również obsługa artylerii poniosła straty. Dowództwo nad 2 i 4 kompanią z I batalionu 2 pułku piechoty objął podporucznik Kazimierz Kuta.

### 20 stycznia 1915
Dzień później, 20 stycznia około południa, Rosjanie próbowali odzyskać wzgórze 1276. W tym celu podjęli próbę obejścia prawego skrzydła 2 kompanii otwierając jednocześnie silny ogień wycelowany na pozycje 4 kompanii, nad którą dowództwo po śmierci por. Strzeleckiego objął porucznik Stanisław Jaster. Walczące na prawym skrzydle kompanie austro-węgierskiej 54 Dywizji Piechoty zaczęły cofać się pod naporem Rosjan. Tuż obok bronili się legioniści z 4 kompanii. Odwrót żołnierzy gen. Schultheissa wymusił zagięcie prawego skrzydła 4 kompanii. Legioniści z 2 i 4 kompanii zdołali utrzymać się na linii obrony do chwili nadejścia posiłków w postaci pozostałych kompanii I batalionu 2 pp. Wtedy Polacy przeszli do ofensywy. Żołnierze z I batalionu mjr. Januszajtisa zeszli ze wzgórza 1276 i ruszyli w stronę wsi Flutorica. Zajęli most i wysunęli ubezpieczenia w kierunku tej miejscowości. Manewr legionistów majora Żegoty-Januszajtisa sprawił, iż Rosjanie, w obawie przed odcięciem, bezzwłocznie opuścili swoje stanowiska obronne w pobliżu wzgórza 967.
Kiedy I batalion rozpoczął natarcie w kierunku Flutoricy, walczący na prawym skrzydle żołnierze 54 Dywizji, którzy wcześniej się wycofywali, także przeszli do kontrataku. Pododdziały austro-węgierskie przeszły przez grzbiet wzgórza Piciorul Russai i, nie podejmując bezpośredniego ataku na Kirlibabę, zatrzymały się około 2 km na południowy zachód od miejscowości Lajosfalva.
Znajdujące się na lewym skrzydle grupy żołnierzy majorów Scholza i Salamona nie wzięły udziału w potyczce i przez cały dzień stały biernie na wzgórzach 1365 i 1356.

### 21 stycznia 1915
Nazajutrz, 21 stycznia, Rosjanie próbowali wykorzystać wyczekującą postawę austro-węgierskiej 54 Dywizji Piechoty oraz grup Scholza i Salamona. Zamierzali odzyskać utracone pozycje po obu stronach Złotej Bystrzycy. W tym celu zaatakowali stanowiska zajmowane przez I i III batalion 2 pułku piechoty w sąsiedztwie wsi Flutorica. Dwie baterie artylerii wspomagały natarcie rosyjskich żołnierzy. Ogień ich artylerii uszkodził karabin maszynowy 2 kompanii legionowej. Pomimo iż Rosjanie kontynuowali silny ostrzał artyleryjski przez cały dzień, legioniści zdołali odeprzeć atak i utrzymać swoje pozycje w pobliżu Flutoricy. Dopiero pod wieczór artylerzyści Rosyjscy zmniejszyli intensywność ostrzału, a siły 2 pułku piechoty przegrupowały się. Wyczerpany nieustannymi walkami I batalion majora Mariana Żegoty-Januszajtisa został wycofany do odwodów. Na pierwszą linię wysunął się natomiast III batalion kapitana Kazimierza Fabrycego, którego żołnierzy wspierać miał austro-węgierski 29 batalion pospolitego ruszenia.

### 22 stycznia 1915
22 stycznia 1915 dowództwo sił rosyjskich podjęło decyzję o odwrocie. Rosjanie uznali, że pozycje zajmowane przez ich jednostki od Flutoricy do Kirlibaby mogą być wyjątkowo trudne do obrony, a rozlokowanym tam żołnierzom grozi odcięcie. Pułki 284 i 282 rosyjskiej piechoty opuściły swoje stanowiska. Odwrót sił rosyjskich odbywał się w pośpiechu i zamieszaniu, toteż Rosjanie pozostawili znaczne ilości amunicji, które trafiły potem w ręce legionistów. Załogi niektórych rosyjskich stanowisk nie zostały powiadomione o wycofaniu. Członkowie niepoinformowanych o odwrocie załóg zostali wzięci do niewoli przez legionistów. Rosjanie wkrótce wycofali się na północ, w kierunku Seletynu.

## Po bitwie

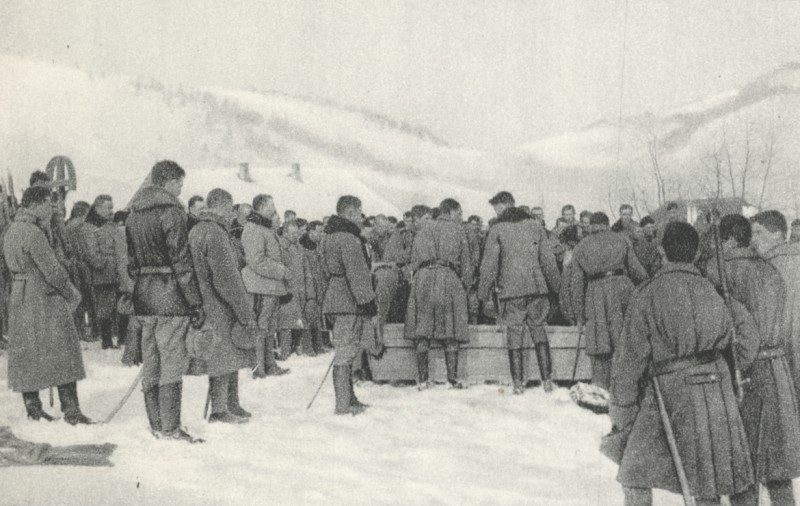
Pogrzeb kapitana Stanisława Strzeleckiego z 2 Pułku Piechoty Legionów Polskich poległego w czasie bitwy pod Kirlibabą

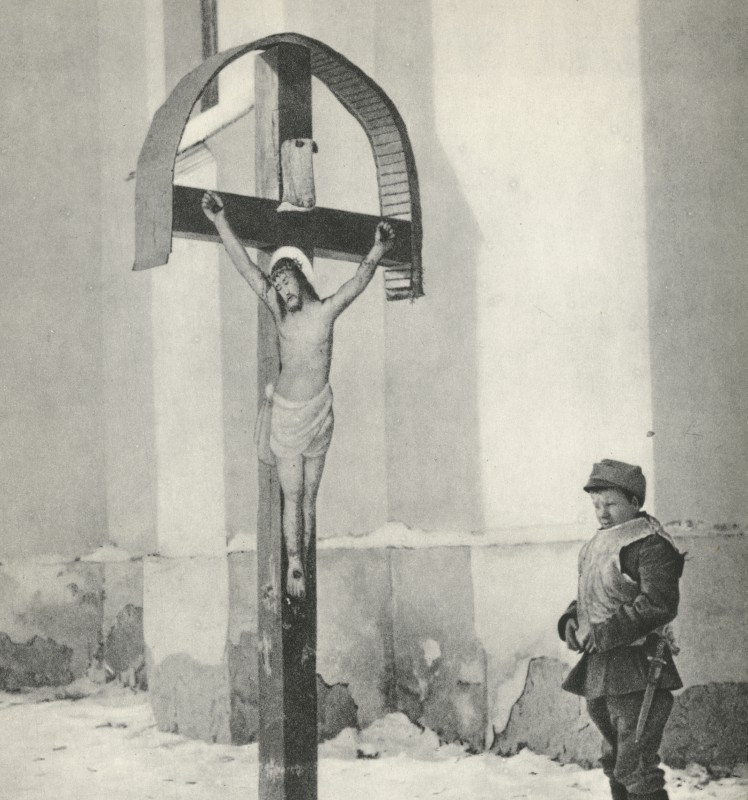
Mały legionista pod krzyżem w Kirlibabie

Rankiem 23 stycznia 1915 legioniści z 2 pułku piechoty zajęli miejscowość Lajosfalva. Do Kirlibaby skierowano najpierw kawalerzystów. Jako pierwszy dotarł tam patrol wachmistrza Kaczkowskiego z 3 szwadronu kawalerii. Kaczkowski oraz jego sześciu ułanów nie tylko dokonali rozpoznania, ale także wzięli 49 jeńców, którym odebrali broń. 
Jeszcze tego samego dnia do Kirlibaby wkroczyły główne siły wschodniej grupy legionowej generała Karola Trzaski-Durskiego. 23 stycznia 1915 w pobliżu kościoła rzymskokatolickiego pod wezwaniem św. Ludwika w Kirlibabie pochowano porucznika Strzeleckiego i innych legionistów poległych w bitwie o tę osadę.
Dowództwo Legionów Polskich doceniło niezłomną postawę żołnierzy walczących o Kirlibabę, wydając po bitwie następujący rozkaz: „Zawsze na czele, nie dając się formalnie powstrzymać na widok burych mundurów rosyjskich zjednał sobie waleczny legionista wszystkich dookoła. Poczucie, że krwawym trudem odbiera ziemię polską, że wreszcie opuścił uprzykrzone, niewdzięczne góry i dzikie przełęcze, moralną siłą podtrzymywało ciało upadające ze znużenia i wyczerpania. Znoszenie wszystkich trudów przy niegasnącym zapale do zwyciężania nieprzyjaciela wystawiło piękne świadectwo ideowemu wojsku.”

## Rezultaty bitwy pod Kirlibabą
Zwycięstwo żołnierzy 2 pułku piechoty Legionów Polskich pod Kirlibabą pokrzyżowało plany Rosjan i zmusiło ich do wycofania wojsk na północ. Dzięki temu legioniści otworzyli sobie drogę na Bukowinę i do Galicji. 
Do 10 marca 1915 wschodnia grupa legionowa toczyła dalsze boje z Rosjanami na obszarze Bukowiny i Galicji. 15 marca 1915 grupa gen. Trzaski-Durskiego została oddelegowana do Kołomyi na odpoczynek.